# Xã Cedar, Quận Sac, Iowa
Xã Cedar (tiếng Anh: Cedar Township) là một xã thuộc quận Sac, tiểu bang Iowa, Hoa Kỳ. Năm 2010, dân số của xã này là 480 người.